# Nokia 2652
Nokia 2652 – telefon wyprodukowany przez firmę Nokia. Posiada funkcje GPRS, MMS, Java oraz polifonię. Jego akumulator ma pojemność 760 mAh. Ma także alarm wibracyjny.